# Hasibwari
Hasibwari, Hatuibwari, Skrzydlaty Wąż (z głową mężczyzny i piersiami kobiety) – w Melanezji i na Wyspach Salomona najwyższy bóg, który z czerwonej gliny stworzył kobietę, a z jej żebra mężczyznę.